# 2099
2099 (ММXCIX) е обикновена година, започваща в четвъртък според григорианския календар. Тя е 2099-та година от новата ера, деветдесет и деветата от третото хилядолетие и десетата от 2090-те.